# Dedevci
Dedevci (en serbe cyrillique : Дедевци) est un village de Serbie situé sur le territoire de la ville de Kraljevo, district de Raška. Au recensement de 2011, il comptait 292 habitants.

## Démographie

### Évolution historique de la population
| 1948 | 1953 | 1961 | 1971 | 1981 | 1991 | 2002 | 2011 |
| ---- | ---- | ---- | ---- | ---- | ---- | ---- | ---- |
| 673  | 647  | 612  | 560  | 514  | 442  | 341  | 292  |

|  |